# John Hill Hewitt
Pour les articles homonymes, voir John Hewitt et Hewitt.
John Hill Hewitt, né le 11 juillet 1801 à New York et mort le 7 octobre 1890 à Baltimore dans le Maryland, est un auteur-compositeur, dramaturge et poète américain. Ses chansons sur le Sud, popularisées durant la Guerre de Sécession, lui ont valu les surnoms de Bard of the Stars and Bars et Bard of the Confederacy.

## Œuvres

### Chansons célèbres
- Rock Me to Sleep, Mother
- A Minstrel's Return from the War
- The Soldier's Farewell
- The South
- The Stonewall Quickstep
- The Young Volunteer
- Somebody's Darling
- All Quiet Along the Potomac Tonight (en) (d'après un poème d'Ethel Lynn Beers (en))

### Oratorios et opéras-ballade
- King Linkum the First
- The Vivandiere
- Jephtha